# Togočevce
Togočevce (em cirílico: Тогочевце) é uma vila da Sérvia localizada no município de Lebane, pertencente ao distrito de Jablanica, na região de Jablanica. A sua população era de 708 habitantes segundo o censo de 2002.

## Demografia
| 1948 | 1953  | 1961 | 1971 | 1981 | 1991 | 2002 | 2011 |
| ---- | ----- | ---- | ---- | ---- | ---- | ---- | ---- |
| 966  | 1 014 | 953  | 955  | 980  | 925  | 828  | 708  |